# سونيل سينغ ياداف
سونيل سينغ ياداف هو سياسي هندي، ولد في 16 فبراير 1981 في أوهان في الهند. نشط حزبياً في سماجوادي.